# Sandra Goldbacher
Sandra Goldbacher é uma cineasta e Produtora britânica.
Ela dirigiu comerciais para The Observer, Philips, Evian, Wella, Johnnie Walker e Baileys. Ela também dirigiu documentários para a série Building Sights da BBC e dois documentários para o Channel Four. 